# マヌエル・ゴメス・ダ・コスタ
マヌエル・デ・オリヴェイラ・ゴメス・ダ・コスタ（ポルトガル語: Manuel de Oliveira Gomes da Costa、1863年1月14日 - 1929年12月17日）は、ポルトガルの軍人、政治家、大統領。

## 生涯
10歳の時にコレジオ・ミリタールへ入学、以降軍人の道を歩み始めた。アフリカやインド植民地における反乱鎮圧や、第一次世界大戦での活躍で大いにその名声を高めた。1926年のアルヴェス・ロサダス将軍の死後、右翼過激派の後押しを受けて1926年5月28日クーデターをブラガで指揮、リスボンへ進軍してクーデターを成功させた。

### 権力の掌握と失脚
クーデターの成功後、ゴメスはすぐに権力を握らず、大統領と首相の座をリスボンでクーデターを指揮したジョゼ・メンデス・カベサダスに委ねた。
しかし革命派はカベサダスの方針を第一共和政末期へ退行させるものとして嫌い、1926年6月17日、サカヴェンで開かれた会議においてゴメスは大統領と首相の座をカベサダスから奪った。しかし同年7月9日、アントニオ・オスカル・カルモナによる新たなクーデターでゴメスは全ての権力を失い、この政権も短命に終わった。

### その後
大統領と首相の座についたカルモナによって、ゴメスはポルトガル軍元帥に任じられたが、後にアゾレス諸島へ追放された。1927年9月にポルトガル本土へ帰還したが、貧困と孤独の中、リスボンで惨めな死を遂げた。